# U.S. Gold
L'U.S. Gold era un'azienda britannica produttrice di videogiochi che durante gli anni ottanta e gli anni novanta pubblicò molti videogiochi per piattaforme domestiche a 8 bit, 16 bit e 32 bit, di solito sviluppati da aziende esterne. Importò in Europa numerosi classici americani e giapponesi, divenendo una delle più famose e importanti aziende videoludiche britanniche del tempo.

## Storia

### Origini
L'U.S. Gold venne fondata da Geoff Brown a Birmingham nel gennaio 1984.
Brown si era avvicinato ai computer lavorando come programmatore sugli ICL 1900S alla British Leyland. Nel 1982 era un musicista professionista, insegnava matematica a Walsall e aveva un Atari 800. A quei tempi il mercato videoludico era ancora frammentato, e nel Regno Unito si tendeva a conoscere solo i giochi britannici. Quando Brown comprò una copia della rivista statunitense Compute! e ordinò per posta un paio di giochi americani recensiti, fu colpito dalla loro qualità.
Brown racconta che si spacciò falsamente per il distributore inglese esclusivo di quei videogiochi e li mostrò al responsabile di Currys (una catena di negozi) di Birmingham. Questi apprezzò in particolare Galactic Chase e gliene ordinò diverse copie. Brown, ancora inesperto di commercio, ordinò a sua volta per posta 100 copie al produttore americano, con pagamento dilazionato, e le rivendette a Currys. Ben presto Currys le smerciò tutte e Brown gliene procurò ancora. Brown creò allora una vera compagnia, chiamandola Softcell.
Il responsabile del Currys di Birmingham venne promosso all'acquisto di videogiochi per l'intera catena, così per un colpo di fortuna Brown iniziò a rifornire tutti i Currys d'Inghilterra. Nello stesso periodo dovette anche cambiare nome all'azienda, poiché esisteva un'omonima Softcell americana che si oppose legalmente, così la sua azienda divenne CentreSoft Distribution. Il marchio crebbe molto e Brown lasciò il lavoro di insegnante per dedicarsi interamente alla distribuzione insieme alla sua prima moglie Anne; lui si occupava dei prodotti e lei della parte amministrativa. Fondata nel 1982 dai due coniugi, CentreSoft divenne il maggior distributore di videogiochi d'Inghilterra, rifornendo molti altri negozi diversi.

Il primo logo

Inizialmente CentreSoft importava solo giochi Atari dal Nordamerica, ma poi ci fu la svolta quando Brown, 37enne, si recò per la prima volta negli Stati Uniti a incontrare gli editori di persona. Quando visitò la Access Software, produttore statunitense ancora piccolo, fu colpito dalla qualità e professionalità del loro nuovo Beach Head e ne ottenne i diritti di pubblicazione nel Regno Unito. Beach Head divenne il titolo di lancio della sua nuova editrice che chiamò U.S. Gold. Il nome significa l'"oro degli Stati Uniti" e il marchio nei primi anni era un bollo giallo con il sottotitolo All American Software. Tra le aziende che Brown incontrò in quel suo viaggio c'era la Cosmi, editrice anche di una collana musicale chiamata Gold Hits, e questo lo ispirò nella scelta del nome, mentre il sottotitolo richiamava l'espressione "All American Boy". Dopo pochi anni il sottotitolo fu rimosso.

### Successo
Beach Head fu un grande successo e il marchio attirò altri prodotti di punta. Brown decise di alzare i prezzi dei giochi migliori, che all'epoca erano venduti a circa 4-5 sterline, fino a 9,99 £ in versione cassetta (14,99 £ su disco). Li supportò con annunci pubblicitari a tutta pagina sulla stampa di settore. U.S. Gold riuscì così a creare nuovi standard e influenzare il cambiamento dell'intera dinamica del mercato.
Dopo Beach Head pubblicò altri due successi della Access, Raid over Moscow e Beach Head II, e presto arrivò a pubblicare grandi titoli ogni mese, occupando oltre una decina di pagine pubblicitarie sulle maggiori riviste videoludiche.
Secondo l'ex direttore amministrativo Tim Chaney, U.S. Gold non "comprava" buone recensioni, ma i grossi investimenti pubblicitari le davano una certa importanza per gli editori delle riviste; se l'azienda si sentiva maltrattata interrompeva subito le inserzioni, come avvenne ad esempio con Computer Trade Weekly dopo che aveva scritto qualcosa di sgradito sull'azienda. In un'industria britannica ancora caratterizzata da molte piccole software house, la U.S. Gold spiccava come una grande "macchina da soldi", attirando anche del risentimento per il suo modo di fare. L'azienda divenne presto l'editore più prolifico in Europa, nonostante non si occupasse ancora di sviluppo e si basasse su licenze di titoli statunitensi. Anche la CentreSoft continuava intanto il suo lavoro di maggior distributore nazionale.
U.S. Gold pubblicò anche molte raccolte di videogiochi, e Brown pensa di essere stato il primo nel Regno Unito a riconoscere la forza di questa forma di pubblicazione.
Inizialmente i prodotti della U.S. Gold erano per Atari 8-bit e Commodore 64 (home computer in voga anche in America), ma con l'uscita dello ZX Spectrum 48k, che divenne molto importante nel Regno Unito e in Europa, bisognava decidere come affrontare questo nuovo mercato. Brown volle iniziare a convertire i giochi per lo Spectrum ed entrò così nel settore dello sviluppo.
Il maggior fornitore di giochi per la U.S. Gold divenne Ocean Software, oltre a Ultimate Play The Game che si occupava solo di Spectrum. Alcune delle prime conversioni per Spectrum furono programmate proprio dalla Ocean in collaborazione con U.S. Gold. La situazione era strana dato che Ocean era anche il maggior concorrente della U.S. Gold come editore; e la CentreSoft di Brown era il maggior cliente della Ocean per la distribuzione. U.S. Gold e Ocean dominarono a lungo il mercato e lavorarono anche insieme sul marketing e sulle raccolte di giochi. Col tempo però l'azienda si dovette rendere indipendente dalle complesse relazioni con la Ocean e rivolgersi ad altri studi di sviluppo.
U.S. Gold fece espandere in Europa molti marchi, tra i più noti Epyx, Access, Datasoft, Microprose, LucasArts, Strategic Simulations, Origin, Accolade, Atari, e anche non di origine americana come Sega, Delphine, Capcom e molti produttori britannici. Secondo Chaney, al suo massimo l'azienda era l'editore europeo di circa l'80% dei giochi americani.
La britannica Gremlin Graphics diretta da Ian Stewart voleva far pubblicare il suo Monty Mole alla U.S. Gold, e Brown apprezzò tanto quel gioco da acquisire una quota di maggioranza della stessa Gremlin. Poi rivendette la quota a Stewart, divenuto nel frattempo grande amico di Brown nonché marito della responsabile vendite della U.S. Gold, per una cifra simbolica.
La sede della U.S. Gold rimase a Birmingham, in un edificio collegato al magazzino della CentreSoft. Al piano terra c'erano i dipartimenti sviluppo e collaudo, produzione, e pubbliche relazioni. La duplicazione dei supporti venne spostata alla Ablex di Telford. Secondo un ex playtester, la programmazione non avveniva in azienda, i programmatori lavoravano perlopiù da casa, a parte studi esterni come Tiertex e Probe che avevano proprie sedi. Il collaudo invece era soprattutto in azienda o comunque a fianco dei produttori.
Con il grande successo vennero aperti uffici in tutta Europa e poi negli Stati Uniti e in Giappone.
Gran parte dei giochi sviluppati erano conversioni di originali americani, ma Brown stabilì importanti legami con il Giappone, in particolare con i produttori di arcade Capcom e Sega. U.S. Gold realizzò numerose conversioni di arcade di grande successo per i formati domestici tipici del Regno Unito. Con la Capcom venne firmato a dicembre 1987 un accordo da 2 milioni di sterline per la licenza su 10 videogiochi, iniziando con le conversioni di Street Fighter, Tiger Road, 1943 e Black Tiger.
Parallelamente, U.S. Gold iniziò anche a realizzare videogiochi originali, spesso basati su film, eventi o altre licenze.
Al 1990 il gioco più venduto della U.S. Gold era Out Run, conversione del celebre arcade Sega, con 500.000 copie.
Ai Golden Joystick Awards 1988 la U.S. Gold fu nominata software house britannica dell'anno e il suo Out Run gioco per computer dell'anno.

### Conclusione
Nel 1993 la CentreSoft e l'U.S. Gold formarono il gruppo CentreGold Plc, società che venne quotata alla borsa di Londra, attirando grande interesse degli investitori locali. La valutazione complessiva della CentreGold fu di circa 50 milioni di sterline.
A ottobre 1994 venne acquisita la Core Design e lo stesso anno venne fondato lo studio di sviluppo Silicon Dreams a Banbury. U.S. Gold iniziò a pubblicare titoli per le nuove piattaforme Sega Saturn e PlayStation.
Ad aprile 1996 la Eidos Interactive acquisì l'intero gruppo CentreGold per 17,6 milioni di sterline. Ben presto la Eidos soppresse la U.S. Gold, mentre la CentreSoft è rimasta il più grande distributore di videogiochi britannico, ancora attivo negli anni 2020.
Geoff Brown rimase nel settore, mantenendo ruoli alla Eidos e riacquisendo la Silicon Dreams a novembre 1996. A gennaio 1997 acquisì lo sviluppatore Attention to Detail (ATD) Ltd e creò il gruppo Geoff Brown Holdings (GBH) Ltd.
A metà anni 2000 era a capo della JPD Software, della Interactive Licensing Management (ILM) impegnata nelle licenze per l'industria videoludica, e della Gusto Games che sviluppava titoli di Championship Manager per console.

## Etichette secondarie
Diversi marchi dipendenti vennero creati, tra parentesi le date approssimative di attività:
- Synsoft (1984-1985) dedicata a pubblicare giochi della californiana Synapse Software
- All American Adventures (1984-1986) dedicata ad avventure e videogiochi di ruolo
- Transatlantic Simulations (1986) dedicata a giochi della Strategic Simulations
- Master Games (1986-1987) dedicata esclusivamente alle raccolte antologiche di giochi del passato[17][18][19]
- Go! (1987-1989)
- Kixx (1988-1996) dedicata alle riedizioni a basso costo. Alcuni titoli uscirono con etichetta Kixx anche dopo l'acquisizione da parte di Eidos.
- Klassix o KlassiX (1989-1992) dedicata alle riedizioni a medio costo per Amiga e Atari ST[20][21][22]
- Kixx XL (1990-1996) dedicata alle riedizioni a medio costo

## Videogiochi
Elenco approssimativo dei videogiochi pubblicati con l'etichetta principale U.S. Gold, e a seguire con le varie etichette secondarie. Sono compresi sia prodotti originali dell'azienda, sia edizioni locali di giochi di altre aziende (tipicamente, edizioni europee di giochi nordamericani).
- 10th Frame (1986)
- 4th & Inches (1988)
- 4x4 Off-Road Racing (1988)
- 720° (1987)
- Ace of Aces (1986)
- Acrojet (1985)
- Alien Storm (1991)
- Alternate Reality: The City (1985)
- Alternative World Games (1989)
- America's Cup Challenge (1986)
- Amiga Gold Hits 1 (1988), raccolta[23][24]
- Another World (1991)
- Arcade Classics (1987), raccolta[25]
- Arcade Force Four (1988), raccolta[26]
- Arcade Hall of Fame (1987), raccolta
- Arcade Muscle (1989), raccolta[27][28]
- Australian Games (1990)
- Aztec Challenge (198?)
- Bad Cat (1988)
- Battle for Normandy (1985)
- B.C. II: Grog's Revenge (1984)
- Beach Head (1984)
- Beach Head II: The Dictator Strikes Back (1985)
- Beyond the Forbidden Forest (1986)
- Black Magic (1987)
- Black Tiger (1990)
- Bonanza Bros. (1991)
- Boots: 6 Game Action Pack (1987), raccolta
- Bounty Bob Strikes Back! (1985)
- BreakThru (1986)
- Bruce Lee (1984)
- Buck Rogers: Planet of Zoom (1985)
- California Games (1987)
- California Games II (1992)
- Capcom Collection (1991), raccolta
- Captain America in: The Doom Tube of Dr. Megalomann (1987)
- Caverns of Khafka (1984)
- Championship Hockey (1994)
- Championship Wrestling (1986)
- Champions of Krynn (1990)
- Charlie Chaplin (1988)
- Chernobyl (1988)
- Chicago 30's (1989)
- Chip's Challenge (1990)
- Coin-Op Connexion (1987), raccolta
- Coin-Op Hits I (1989), raccolta
- Coin Op Hits II (1991), raccolta
- Collision Course (1987)
- Comanche: Maximum Overkill (1992)
- Combat Leader (1985)
- Command Performance (1988), raccolta[29]
- Conan: Hall of Volta (1985)
- Congo Bongo (1983)
- Conflict: Korea - The First Year 1950-51 (1992)
- Conflict: Middle East (1991)
- Crack Down (1989)
- The Crash Collection Vol 1 (1989), raccolta
- Crime Wave (1990)
- Cruise for a Corpse (1991)
- Crusade in Europe (1986)
- Crystal Castles (1985)
- Curse of the Azure Bonds (1989)
- Cybercon III (1991)
- The Dallas Quest (1985)
- The Dam Busters (1985)
- Data East's Arcade Alley (1988), raccolta[30][31]
- Death Knights of Krynn (1991)
- Deceptor (1987)
- The Deep (1988)
- Desert Fox (1985)
- Desolator (1988)
- Die Gold Collection III: Overseas Edition (1987), raccolta
- Dive Bomber (1988)
- Dominus (1994)
- Donald Duck's Playground (1985)
- Dragons of Flame (1989)
- Dream Warrior (1988)
- Dropzone (1984)
- Dynasty Wars (1990)
- Echelon (1987)
- E-Motion (1990)
- Epyx 21 (1990), raccolta
- Epyx Action (1989), raccolta
- Epyx Epics (1988), raccolta[32]
- ESWAT: Cyber Police (1990)
- Express Raider (1987)
- Eye of the Beholder (1991)
- F-15 Strike Eagle II (1993)
- Fever Pitch Soccer (1995)
- Fight Night (1985)
- Final Assault (1988)
- Final Fight (1991)
- Flak (1984)
- Flashback (1992)
- Forbidden Forest (1984)
- Forgotten Worlds (1989)
- The Games: Summer Edition (1988)
- The Games: Winter Edition (1988)
- Gauntlet (1985)
- Gauntlet and Gauntlet II: Limited Edition (1988), raccolta
- Gauntlet II (1987)
- Gauntlet III: The Final Quest (1991)
- Gauntlet: The Deeper Dungeons (1987), espansione
- Ghost Chaser (1985)
- Ghouls 'n Ghosts (1989)
- Giants (1988), raccolta
- G-Loc: R360 (1992)
- Go Crazy (1988), raccolta
- The Godfather (1992)
- The Gold Collection (1986)
- The Gold Collection II (1986)
- The Gold Collection III (1987)
- The Gold of the Aztecs (1990)
- Gold, Silver, Bronze (1988), raccolta
- The Goonies (1985)
- Grandstand: The Ultimate Sports Compilation (1991), raccolta
- Gunship (1993)
- Gunslinger (1987)
- HardBall! (1987)
- Harpoon II: BattleSet 3 - Cold War (1995), espansione
- Heavy Metal (1990)
- Heroes of the Lance (1988)
- Highnoon (1984)
- Hillsfar (1989)
- History in the Making: The First Three Years (1988), raccolta
- Horror Zombies from the Crypt (1990)
- Human Killing Machine (1988)
- Hurricanes (1994)
- Impossible Mission (1985)
- Impossible Mission II (1988)
- The Incredible Hulk (1994)
- Indiana Jones and the Fate of Atlantis: The Action Game (1992)
- Indiana Jones and the Last Crusade: The Action Game (1989)
- Indiana Jones and the Last Crusade: The Action Game / Indiana Jones and the Temple of Doom (1989), raccolta
- Indiana Jones and the Last Crusade: The Graphic Adventure (1989)
- Indiana Jones and the Temple of Doom (1987)
- In Extremis (1993)
- Infiltrator (1986)
- Infiltrator II (1988)
- Inherit the Earth: Quest for the Orb (1994)
- Italy 1990 (1990)
- Izzy's Quest for the Olympic Rings (1995)
- James Pond 2: Codename RoboCod (1991)
- James Pond 3: Operation Starfish (1994)
- Johnny Bazookatone (1996)
- The Journeyman Project 2: Buried in Time (1995)
- Kayleth (1986)
- Killed Until Dead (1987)
- Kingmaker (1993)
- Knights of the Crystallion (1990)
- Kung-Fu Master (1985)
- Last Duel (1989)
- Last Mission (1986)
- Law of the West (1986)
- Leader Board (1986)
- Leader Board Birdie (1988), raccolta
- Leader Board: Executive Edition (1986)
- Leader Board Par 3 (1988), raccolta
- Leader Board Par 4 (1988), raccolta
- Leaderboard Tournament (1987), espansione
- Legend of the Amazon Women (1986)
- Legends of Valour (1992)
- Line of Fire (1990)
- Links: Championship Course - Bountiful Golf Course (1992), espansione
- Links: Championship Course - Firestone Country Club (1992), espansione
- Links: The Challenge of Golf (1991)
- Loom (1990)
- LucasArts Classic Adventures (1993), raccolta
- LucasArts x3 Triple Packs (1994), raccolta
- Mad Mix Game (1988)
- Masters of the Universe: Super Adventure (1986)
- Masters of the Universe: The Arcade Game (1987)
- MAX.: Maximum Action Xtra (1991), raccolta
- Mean Streets (1990)
- Mega Sports (1992), raccolta
- Mega Twins (1991)
- Mercs (1991)
- Metro Cross (1987)
- MiG Alley Ace (1985)
- Monkey Island 2: LeChuck's Revenge (1991)
- Monster Trivia (1985)
- Moonwalker (1989)
- Mr. Do! (1985)
- Murder! (1990)
- Mystic Mansion (1984)
- NATO Commander (1984)
- Nebulus (1988)
- Night Shift (1991)
- No Limits (1991), raccolta
- Olympic Games: Atlanta 1996 (1996)
- Olympic Gold: Barcelona '92 (1992)
- Olympic Soccer (1996)
- Olympic Summer Games (1996)
- Operation Body Count (1994)
- Operation Harrier (1990)
- Operation Stealth (1990)
- O'Riley's Mine (1984)
- Out Run (1987)
- Out Run Europa (1991)
- Pac-Man (1985)
- Paperboy (1990)
- People from Sirius (1988)
- Phantasie: Bonus Edition (1990), raccolta
- Pitstop II (1985)
- Platinum (1990), raccolta[33]
- Play It Again (1987), raccolta
- Pole Position (1984)
- Pool of Radiance (1990)
- Power Crash (1990), raccolta
- Power Drive (1994)
- Power Play Classics (1989), raccolta
- Psi 5 Trading Co. (1986)
- Psycho Pigs UXB (1988)
- Putty (1993)
- The Quest for Adventure Series No. 1 (1991), raccolta
- Raid over Moscow (1984)
- Raving Mad (1993), raccolta
- Reach out for Gold (1993)
- Realms of Arkania: Blade of Destiny (1993)
- Realms of Arkania: Star Trail (1994)
- Rebel Planet (1986)
- Return to Oz (1986)
- Revolution (1986)
- Richard Petty's Talladega (1984)
- Ripley's Believe It or Not!: L'enigma di Master Lu (1995)
- RoadBlasters (1988)
- Road Rash (1993)
- Road Runner (1987)
- Rolling Thunder (1987)
- Rotox (1990)
- Rygar (1987)
- Saracen (1987)
- Scrabble (1992)
- Search & Destroy (1995), raccolta
- The Secret of Monkey Island (1991)
- Sega Master Mix (1990), raccolta
- Shackled (1988)
- Shadow Dancer (1991)
- Shirley Muldowney's Top Fuel Challenge (1988)
- Silent Service (1985)
- Skweek (1989)
- Snow Strike (1990)
- Solid Gold (1987), raccolta
- Solo Flight (1984)
- Solo Flight: 2nd Edition (1985)
- Solomon's Key (1987)
- Spitfire Ace (1984)
- Sporting Gold (1990), raccolta
- Sports World 88 (1988), raccolta
- Spy Hunter (1984)
- Star Wars (1993)
- Star Wars: X-wing (1993)
- Stellar 7 (1984)
- Street Fighter II: The World Warrior (1992)
- Street Sports Basketball (1987)
- Strider (1989)
- Strider 2 (1990)
- Strip Poker: A Sizzling Game of Chance (1984)
- Sub Battle Simulator (1987)
- Summer Games (1985)
- Summer Games II (1985)
- Summer Gold (1987), raccolta
- Summertime Specials (1988), raccolta
- Super Cycle (1986)
- Super Huey (1985)
- Super Huey II (1986)
- Super Kick Off (1991)
- Superman: The Game (1986)
- Super Monaco GP (1991)
- Super Sega (1991), raccolta
- Super Sim Pack (1991), raccolta
- Superstar Ping Pong (1986)
- Super Street Fighter II (1995)
- Super Zaxxon (1985)
- Survivor (1987)
- System 3 Pack (1991)
- Tag Team Wrestling Plus Karate Champ (1987), raccolta
- Tapper (1984)
- Techno Cop (1988)
- Temple of Apshai Trilogy (1986)
- Temple of Terror (1987)
- Terminal Velocity (1995)
- Their Finest Hour: The Battle of Britain (1990)
- Their Finest Missions: Volume One (1989), espansione
- Thunder Blade (1988)
- Thunderhawk 2: Firestorm (1995)
- Tiger Road (1989)
- Time Tunnel (1985)
- Touché: The Adventures of the Fifth Musketeer (1995)
- Treasures of the Savage Frontier (1992)
- Turbo Out Run (1989)
- Ultima IV: Quest of the Avatar (1986)
- U.N. Squadron (1990)
- Up 'n Down (1984)
- Vaxine (1990)
- Vigilante (1989)
- War Game Greats (1987), raccolta
- War of the Lance (1990)
- Whirlinurd (1985)
- Wild West World (1991)
- William Shatner's TekWar (1995)
- Winners! (1989), raccolta
- Winnie the Pooh in the Hundred Acre Wood (1985)
- Winter Games (1985)
- Winter Olympics: Lillehammer '94 (1993)
- Witchaven (1995)
- Wolf (1995)
- World Class Leader Board (1987)
- World Cup Carnival (1986)
- World Cup Football (1986)
- World Cup Golf (1994)
- World Cup USA 94 (1994)
- World Games (1986)
- Xevious (1986)
- Zak McKracken and the Alien Mindbenders (1988)
- Zaxxon (1984)
- Zorro (1985)
- The Zzap!64 Sizzler Collection: Vol I (1989), raccolta

### All American Adventures
- Asylum II (1985)
- Exodus: Ultima III (1985)
- Gemstone Warrior (1986)
- Lucifer's Realm (1985)
- Mission Asteroid (1985)
- Phantasie (1986)
- Questprobe Featuring Human Torch and the Thing (1985)
- Questron (1985)
- Ulysses and the Golden Fleece (1985)
- Warriors of Ras (1986)
- The Wizard and the Princess (1985)
- Zak McKracken and the Alien Mindbenders (1988)

### Go!
- 1943: The Battle of Midway (1988)
- Bedlam (1988)
- Bionic Commando (1988)
- Blue War (1987)
- BraveStarr (1987)
- Captain America in: The Doom Tube of Dr. Megalomann (1987)
- Fast 'n' Furious / Thunderceptor (1987), raccolta di due originali
- The Great Giana Sisters (1988)
- Gun.Smoke (1988)
- Human Killing Machine (1989)
- Joan of Arc (1989)
- Lazer Tag (1987)
- LED Storm (1988)
- Ramparts (1987)
- Realm of the Trolls (1989)
- Side Arms (1988)
- Street Fighter (1988)
- Tiger Road (1989)
- Trantor: The Last Stormtrooper (1987)
- Wizard Warz (1987)

### Kixx
- 10th Frame (1988)
- 1943: The Battle of Midway (1990)
- 3D Pool (1992)
- 4x4 Off-Road Racing (1990)
- 720° (1989)
- Ace of Aces (1988)
- Acrojet (1993)
- Action Countdown (1989), raccolta - alcuni titoli furono pubblicati da Kixx solo qui: Rock 'n Roller, Score 3020, Tuareg, Wells & Fargo
- Action Fighter (1991)
- Airborne Ranger (1992)
- Armalyte (1991)
- Auf Wiedersehen Monty (1990)
- Avenger (1990)
- Barbarian: The Ultimate Warrior (1990)
- Barbarian II: The Dungeon of Drax (1990)
- Bionic Commando (1990)
- Black Beard (1989)
- Blasteroids (1990)
- BraveStarr (1989)
- Big Red Racing (1996)
- California Games (1990)
- Carrier Command (1994)
- Championship Wrestling (1992)
- Classic Collection: Adventure (1994), raccolta
- Colosseum (1988)
- Crack Down (1992)
- Creatures (1992)
- Crystal Castles (1989)
- Cybernoid: The Fighting Machine (1989)
- Delta (1990)
- Dive Bomber (1990)
- Dragons of Flame (1992)
- E-Motion (1994)
- F-15 Strike Eagle (1993)
- Final Fight (1993)
- Fire and Brimstone (1993)
- Flashback (1996)
- Flimbo's Quest (1992)
- Footballer of the Year (1988)
- Forgotten Worlds (1991)
- The Games: Summer Edition (1991)
- The Games: Winter Edition (1991)
- Gary Lineker's Hot-Shot! (1991)
- Gary Linekers Superskills (1990)
- Gary Lineker's Superstar Soccer (1990)
- Gauntlet (1988)
- Gauntlet II (1989)
- Ghouls 'n Ghosts (1992)
- Gunship (1992)
- Hammerfist (1991)
- HardBall! (1989)
- Hawkeye (1991)
- Heroes of the Lance (1991)
- Hunter's Moon (1991)
- Impossible Mission II (1990)
- Indiana Jones and the Last Crusade: The Action Game (1991)
- Indiana Jones and the Temple of Doom (1990)
- Infiltrator (1989)
- International Soccer Challenge (1993)
- Italy 1990 (1992)
- Jack the Nipper (1989)
- Jack the Nipper II in Coconut Capers (1990)
- James Pond 2: Codename RoboCod (1993)
- John Lowe's Ultimate Darts (1991)
- JSF (1998)
- Krakout (1988)
- Last Duel (1991)
- The Last Ninja (1993)
- Last Ninja 3 (1992)
- Leader Board (1988)
- LED Storm (1991)
- The Lineker Collection (1992), raccolta
- Masters of the Universe: The Movie (1989)
- Mega Twins (1993)
- Mercs (1993)
- Metro Cross (1988)
- Microprose Soccer (1992)
- Mind-Roll (1990)
- Mission Elevator (1988)
- Monty on the Run (1989)
- Moonwalker (1991)
- Multimixx 1 (1991), raccolta
- Multimixx 2 (1991), raccolta
- Multimixx 3 (1991), raccolta
- Multimixx 4 (1992), raccolta
- Multimixx 5 (1992), raccolta
- Murder! (1993)
- Myth: History in the Making (1992)
- Night Shift (1993)
- Out Run (1990)
- Out Run Europa (1991)
- Panza Kick Boxing (1991)
- Pinball Magic (1993)
- Pitstop II (1989)
- Project Stealth Fighter (1993)
- Rick Dangerous (1991)
- Rick Dangerous 2 (1993)
- Ripley's Believe It or Not!: L'enigma di Master Lu (1996)
- RoadBlasters (1990)
- Road Runner (1991)
- Rodland (1993)
- RVF Honda (1993)
- Rygar (1989)
- Saint Dragon (1992)
- Samurai Trilogy (1989)
- Savage (1992)
- Shadow Dancer (1993)
- Silent Service (1992)
- Silent Shadow (1988)
- Skate Crazy (1989)
- Solo Flight (1992)
- Solomon's Key (1989)
- Space Station Oblivion (1991)
- Speedball 2: Brutal Deluxe (1994)
- Speed Demons (1997)
- Spy Hunter (1989)
- Star Dust (1988)
- Stifflip & Co. (1991)
- Street Fighter (1989)
- Strider (1991)
- Strider 2 (1992)
- Stunt Track Racer (1991)
- Summer Camp (1992)
- Summer Games (1988)
- Super Cycle (1989)
- Super Monaco GP (1992)
- Super Scramble Simulator (1991)
- Supersports: The Alternative Olympics (1989)
- Switchblade (1991)
- SWIV (1992)
- Techno Cop (1991)
- Tennis Cup 2 (1994)
- Thunder Blade (1991)
- Tiger Road (1991)
- Titanic (1989)
- Trantor: The Last Stormtrooper (1989)
- Troll (1988)
- Turbo Charge (1993)
- Turbo Out Run (1991)
- Turrican (1991)
- Turrican II: The Final Fight (1992)
- Tusker (1992)
- Vendetta (1992)
- Vigilante (1991)
- The Way of the Tiger (1988)
- Winter Games (1989)
- Wizard Warz (1993)
- World Class Leader Board (1989)
- World Games (1988)
- Xenon 2: Megablast (1993)
- X-Out (1991)
- Z-Out (1992)

### Kixx XL
- A-10 Tank Killer + Extra Missions (1995)
- The Adventures of Robin Hood (1991)
- Battlehawks 1942 (1993)
- Cadaver (1994)
- The Colonel's Bequest (1994)
- Cruise for a Corpse (1991)
- Cybercon III (1991)
- Eye of the Beholder (1991)
- Eye of the Beholder II: The Legend of Darkmoon (1994)
- Eye of the Beholder III: Assault on Myth Drannor (1994)
- F-15 Strike Eagle (1985)
- F-19 Stealth Fighter (1993)
- Flames of Freedom (1993)
- Flashback (1992)
- Future Wars: Adventures in Time (1992)
- Gunship (1993)
- Hero's Quest: So You Want to Be a Hero (1993)
- Hocus Pocus (1995)
- Hoyle: Official Book of Games - Volume 1 (1994)
- Hoyle: Official Book of Games - Volume 2: Solitaire (1994)
- Indiana Jones and the Fate of Atlantis (1995)
- Indiana Jones and the Last Crusade: The Graphic Adventure (1989)
- The Journeyman Project: Turbo! (1996)
- King's Quest II: Romancing the Throne (1994)
- King's Quest III: To Heir Is Human (1994)
- King's Quest IV: The Perils of Rosella (1994)
- King's Quest V: Absence Makes the Heart Go Yonder! (1994)
- Knights of the Sky (1993)
- Leisure Suit Larry in the Land of the Lounge Lizards (1993)
- Leisure Suit Larry Goes Looking for Love (in Several Wrong Places) (1993)
- Leisure Suit Larry 3: Passionate Patti in Pursuit of the Pulsating Pectorals (1994)
- Links: The Challenge of Golf (1991)
- Loom (1990)
- M1 Tank Platoon (1993)
- Maniac Mansion (1993)
- Midwinter (1992)
- Monkey Island 2: LeChuck's Revenge (1991)
- Night Shift (1991)
- Operation Stealth (1990)
- Police Quest: In Pursuit of the Death Angel (1993)
- Police Quest II: The Vengeance (1994)
- Police Quest III: The Kindred (1994)
- Quest for Glory II: Trial by Fire (1994)
- Red Baron (1994)
- Roberta Williams' King's Quest I: Quest for the Crown (1993), remake
- Rome: Pathway to Power (1994)
- Sabre Team (1994)
- The Secret of Monkey Island (1991)
- Sid Meier's Pirates! (1990)
- Space Quest Chapter I: The Sarien Encounter (1994)
- Space Quest II: Vohaul's Revenge (1994)
- Space Quest III: The Pirates of Pestulon (1994)
- Space Quest IV: Roger Wilco and the Time Rippers (1993)
- Street Fighter II: The World Warrior (1992)
- Their Finest Hour: The Battle of Britain (1990)
- Under a Killing Moon (1994)
- World Class Leader Board: The Series (1992), raccolta
- Zak McKracken and the Alien Mindbenders (1992)

### Klassix
- Barbarian (1991)
- Barbarian: The Ultimate Warrior
- Bionic Commando (1992)
- Deep Space
- Foundation's Waste
- Gauntlet II (1991)
- Impossible Mission II
- Out Run (1991)
- Rolling Thunder
- Solomon's Key
- Street Fighter
- World Class Leader Board

### Master Games
Si tratta esclusivamente di raccolte.
- Amstrad Academy (1986)
- Atari Aces (1986)
- Big Names Bonanza (1986)[34]
- Platform Perfection (1986)[34]
- Scott Adams Scoops (1987)
- Shoot 'Em Ups (1986)[34]
- Spectrum Stingers (1987)
- Unbelievable! Ultimate (1986-1987), con giochi diversi a seconda della piattaforma. Nel caso dello ZX Spectrum ci sono due raccolte omonime distinte.

### Synsoft
- Blue Max (1984)
- Blue Max 2001 (1984)
- Dough Boy (1985)
- Drelbs (1984)
- Fort Apocalypse (1984)
- Quasimodo (1985)
- Sentinel (1985)
- Zaxxon (1984)

### Transatlantic Simulations
- Battalion Commander (1986)
- Field of Fire (1986)
- Kennedy Approach (1985)
- Knights of the Desert (1985)